# 007: Tomorrow Never Dies
Tomorrow Never Dies (também conhecido como 007: Tomorrow Never Dies) é um jogo eletrônico de tiro em terceira pessoa (third-person shooter) e stealth baseado no filme homônimo do personagem James Bond. Desenvolvido pela Black Ops Entertainment e co-publicado pela Electronic Arts e MGM Interactive, foi lançado para o console Playstation, da Sony, em novembro de 1999. Foi o primeiro jogo do agente 007 publicado pela Electronic Arts desde que esta empresa adquiriu os direitos da franquia nos games. Este jogo marca a segunda aparição de Pierce Brosnan como James Bond; contudo, a voz de Bond no game é feita pelo ator Adam Blackwood.

## Jogabilidade
Tomorrow Never Dies fugiu da jogabilidade que fez de seu antecessor, GoldenEye 007, um sucesso, ao escolher fazer um jogo no estilo third-person shooter (jogo de tiro em terceira pessoa) e por não trazer um modo multiplayer (modo bastante popular no GoldenEye 007).
É o primeiro jogo da franquia James Bond a permitir os jogadores a controlar outro personagem além de James Bond, chamada Wai-Lin, em uma das fases do game.

## Enredo
Bond começa a cruzar a fronteira China-Rússia em uma base de radar russa, que está interceptando mensagens de assunto delicado. Usando um designador a laser, Bond mira a parabólica e um jato britânico sobrevoa, lançando um míssil Air to Surface. Um helicóptero chega, Bond mata os ocupantes e recupera uma chave. Ele usa a chave para destrancar um grande portão e faz sua fuga de esquis. Bond chega ao fim da corrida - uma queda de penhasco. Ele continha e abre seu paraquedas Union Jack. Esta é a primeira fase do game, que serve como prólogo.
Mais tarde, Bond desembarca em um bazar de armas. Depois de tirar fotografias de material militar, um navio naval britânico lança um BGM-109 Tomahawk para eliminar todas as potenciais ameaças e hardware. Bond percebe que há armas nucleares no Bazar em um jato MIG (na realidade, o jato era um L-39 Albatros). Após um intenso tiroteio entre Bond e terroristas russos, ele sequestra o jato e retorna ao MI6.

## Desenvolvimento
O jogo foi originalmente concebido como uma continuação do filme com uma história que teria pegado de onde o filme parou. David Bishop, presidente da MGM Home Entertainment, disse em junho de 1998: "Não vimos nenhum benefício em seguir o roteiro na íntegra. Apenas sentimos que tínhamos mais liberdade no que poderíamos trazer ao mundo dos jogos se saíssemos do roteiro prévio". Entretanto, os grupos de foco estavam mais interessados em ver cenas familiares do filme. Níveis adicionais e um modo de dois jogadores foram removidos do jogo durante o desenvolvimento.

## Recepção
Tomorrow Never Dies foi recebido com críticas muito variadas. Recebeu uma pontuação média de 62,44% no GameRankings, com base em um agregado de 28 críticas. Foi criticado por suas mudanças de atirador de primeira para terceira pessoa, a jogabilidade média do jogo, controles incômodos, comprimento curto e falta de um componente multiplayer. Como resultado, não obteve o mesmo sucesso que seu predecessor, GoldenEye. No entanto, a atuação da voz e a trilha sonora foram elogiadas e, na maioria das vezes, o jogo se manteve fiel ao material de origem do filme. Adam Pavlacka reviu o jogo para a Próxima Geração, e declarou que "tire a licença de Bond, e o que resta é um atirador de terceira pessoa muito básico com pouca inovação".
Tomorrow Never Dies recebeu um prêmio de vendas Platinum da Associação de Editores de Software de Entretenimento e Lazer (ELSPA), indicando vendas de pelo menos 300.000 cópias no Reino Unido.